# Федеріко Хусід
Федері́ко Хусі́д (ісп. Federico Jusid; нар. 23 квітня 1973, Буенос-Айрес) — аргентинський композитор.

## Біографія
Народився 23 квітня 1973 року в столиці Аргентини м. Буенос-Айресі у родині видатного аргентинського режисера Хуана Хосе Хусіда та актриси Луїсіни Брандо.
Почав навчатися грі на фортепіано та композиції у віці семи років. Закінчив консерваторію в Буенос-Айресі. Має ступінь магістра музики Манхетенської музичної школи в Нью-Йорку, диплом Британської інтернаціональної школи в Бостоні, вчився в Брюселі. Дебют у кіно відзначився музикою до фільму «Muerte dudosa» (1994).
Федеріко Хусідом написана музика до 40 художніх фільмів та 30 телесеріалів. Крім цього композитор пише музику для реклами, а також займається викладанням.
Живе в Іспанії (Мадрид) та США (Лос-Анджелес).